# He Kexin
He Kexin (Pekín, China, 1 de enero de 1992) es una gimnasta artística china retirada, especialista en el ejercicio de barras asimétricas con el que ha llegado a ser campeona olímpica en 2008, campeona del mundo en 2009 y subcampeona olímpica en 2012. Además ha sido campeona olímpica en 2008 en el concurso por equipos.

## Trayectoria

### 2008
En los JJ. OO. celebrados en Pekín consiguió la medalla de oro en barras asimétricas, quedando por delante de la estadounidense Nastia Liukin (plata) y de su compatriota la china Yang Yilin (bronce). Asimismo contribuyó a que su equipo lograse la medalla de oro en la competición por equipos, quedando por delante de EE. UU. (plata) y Rumania (bronce).

### 2009
En el Mundial de Londres logra el oro en las barras asimétricas, quedando por delante de la japonesa Koko Tsurumi y las rumana Ana Porgras y estadounidense Rebecca Bross que fueron terceras empatadas a puntos.

### 2010
En el Mundial celebrado en Róterdam ayudó a su equipo a ganar la medalla de bronce, quedando tras Rusia (oro) y Estados Unidos (plata).

### 2011
En el Mundial celebrado en Tokio consigue la medalla de bronce nuevamente en el concurso por equipos, tras las estadounidenses (oro) y las rusas (plata).

### 2012
En los JJ. OO. de Londres gana la medalla de plata en las barras asimétricas, tras la rusa Aliya Mustafina (oro) y por delante de la británica Beth Tweddle.

## Controversia por su edad
En 2008 la prensa internacional señaló que se habían detectado algunas incongruencias en la edad que He decía tener y sus registros de competiciones anteriores. Concretamente se señaló que había evidencia de que en 2007 la gimnasta había competido en un campeonato en su país con 13 años, por lo que en 2008 tendría solamente 14 o un máximo de 15, edades inferiores a los 16 años que exige la Federación Internacional de Gimnasia para participar de eventos internacionales. Las autoridades chinas no negaron la información, sino que simplemente aseguraron que el hecho de que He hubiese aparecido anteriormente con otra edad a la que decía tener en la actualidad era el producto de un mero error de papeleo. La FIG investigó el caso y, al no poder hallar datos que desmintiesen la excusa de los chinos, terminaron validando la versión de la atleta y anotando su fecha de nacimiento en 1992. 

## Palmarés
| Año 2012 | Competición juegos olímpicos | Lugar plata | Aparato barras asimetricas | Puesto 2 | Puntuaciónn final 1 | Puesto calificación | Puntuación calificación |
| -------- | ---------------------------- | ----------- | -------------------------- | -------- | ------------------- | ------------------- | ----------------------- |
| 2011     | Campeonato del mundo         | Toyko       | Equipo                     | 3        | 172.82              | 3                   | 230.370                 |
| 2011     | Campeonato del mundo         | Toyko       | Barras asimétricas         |          |                     | 80                  | 12.733                  |
| 2010     | Campeonatos de Asia          | Guangzhou   | Equipo                     | 1        | 234.150             |                     |                         |
| 2010     | Campeonatos de Asia          | Guangzhou   | Barras asimétricas         | 1        | 16.425              | 1                   | 16.100                  |
| 2010     | Campeonato del mundo         | Róterdam    | Equipo                     | 3        | 174.781             | 2                   | 233.778                 |
| 2010     | Campeonato del mundo         | Róterdam    | Barras asimétricas         | 7        | 13.966              | 1                   | 16.066                  |
| 2009     | Campeonato del mundo         | Londres     | Barras asimétricas         | 1        | 16.000              | 1                   | 15.975                  |
| 2008     | Copa del mundo/Series        | Cottbus     | Barras asimétricas         | 1        | 16.850              | 1                   | 16.800                  |
| 2008     | Copa del mundo/Series        | Doha        | Barras asimétricas         | 1        | 16.550              | 1                   | 16.450                  |
| 2008     | Juegos olímpicos             | Pekín       | Equipo                     | 1        | 188.900             | 1                   | 248.275                 |
| 2008     | Juegos olímpicos             | Pekín       | Barras asimétricas         | 1        | 16.725              | 6                   | 15.725                  |
| 2008     | Copa del mundo/Final         | Madrid      | Barras asimétricas         | 1        | 16.250              |                     |                         |